# Diachasma extasis
Diachasma extasis är en stekelart som beskrevs av Fischer 1988. Diachasma extasis ingår i släktet Diachasma och familjen bracksteklar. Inga underarter finns listade i Catalogue of Life.